# Martha Ormaza
Martha Ormaza Bermeo (Alausí, Ecuador, 13 de julio de 1959-Quito, Ecuador, 22 de octubre de 2018) fue una guionista, directora y actriz de teatro, cine y televisión ecuatoriana, conocida por conformar el grupo de actrices Las Marujitas.

## Biografía
Nació el 13 de julio de 1959, en la localidad de Alausí, provincia del Chimborazo, Ecuador. Siempre se consideró quiteña, ya que ha vivido en la capital del Ecuador desde su primer año de edad. Desde los dos años de edad, estudió en el colegio Los Pinos.
Estudió en la Facultad de Derecho en la Universidad Central del Ecuador y obtuvo una licenciatura en Ciencias Públicas y Sociales. Al atravesar una crisis vocacional, en la que sintió que había errado en su profesión, pues nunca ejerció su carrera al decepcionarse de la aplicación del derecho en Ecuador, buscó otra profesión con la que se sintiese mejor, fue así como decidió dedicarse al teatro, en el cual, según ella contó en varias ocasiones a los medios, que su debut como actriz se debió a una coincidencia. Fue en una ocasión en la que acompañó a su suegra Rosa María Montero, al ensayo de la obra En los ojos vacíos de la gente, ensayo en el cual a Martha le pidieron reemplace a una actriz que faltó, por lo que subió al escenario y luego el director Raúl Guarderas Guarderas la convenció de que se dedique al teatro al ver una actuación natural de su parte. Desde entonces Ormaza ha sido parte de varios medios como lo son el cine, teatro, televisión y radio.
En 1990 interpretó a la manibita Encarnación, un personaje en la obra de teatro La Marujita se ha muerto con leucemia, dirigida por Guido Navarro y originalmente escrita por Luis Miguel Campos en 1986 bajo el nombre de La Marujita Donoso se ha muerto de leucemia. Por dicha obra a Ormaza se la conoció como Doña Encarna o la Maruja Mona, en la que actuaba junto a Juana Guarderas y Elena Torres, quienes interpretaban a la cuencana Abrilia y la quiteña Cleta respectivamente. En la historia, las tres Marujitas, quienes eran mujeres de avanzada edad y clase social media-alta, conformaban Las Dignas Damas del Comité, en la cual trataban actos benéficos. Ormaza es recordaba por interpretar este personaje durante varias décadas y presentar más de 1800 funciones, además de influir en los productos escénicos y televisivos nacionales.
En su carrera como actriz, ha recibido talleres artísticos con los que logró mayor formación como El Clown, El actor y el bufón, La Máscara, La Comedia del Arte, El Teatro Gestual, La voz: instrumento para la creación de personajes, El comic: medio de comunicación, La voz: instrumento pre expresivo, Ritmo y percusión y Tango, también formó parte del Elenco del Teatro Corporación Cultural Patio de Comedias.
Las obras teatrales más destacadas en las que participó fueron Las criadas, Monólogos de la vagina, Trama, dama y chocolate, Las Marujas entre tereques, Machos, dirigido por Christoph Baumann, Maldita sea, No quiero ser bella, El miedo imaginario de Amparito A Dios, La Tránsito Smith ha sido secuestrada, La mierda, El eterno femenino y Esperando al Coyot. En televisión actuó para las producciones de Fiebre de amor, Dejémonos de vainas, Pasado y Confeso y De la vida real de Ecuavisa y en miniseries como El chulla Romero y Flores, Los Sangurimas y El milagro de las cuevas, además de la serie Las mujeres de Pocholo de TC Televisión. Tuvo también apariciones en el cine como parte del reparto de producciones como La Casa de Bernarda Alba y La última escapada. Actuó también en varios sketches de la serie web Enchufe.tv de YouTube. La última obra cinematográfica en la que participó fue en 2017, en la película Dedicada a mi Ex, dirigida por Jorge Ulloa, la cual se estrenó en 2019.
En 2013 le detectaron cáncer, enfermedad con la que estuvo luchando por años, inclusive en varios años junto a sus amigos organizaba las "Qumiofarras" en beneficio a las personas con cáncer, para que puedan pagarse el tratamiento con el dinero recaudado y en la de 2015 realizada por sus amigos para ella, no pudo asistir por complicaciones de salud, sin embargo le ayudó a mantenerse en la lucha con las quimioterapias. Falleció el 22 de octubre de 2018 debido a su enfermedad, en Quito, Ecuador, a la edad de 59 años.
Su última obra dirigida que se estrenó antes de su muerte fue Tres historias del mar, que se estrenó el 20 de octubre de 2018 en el Teatro Malayerba y su última obra escrita y dirigida por ella que se estrenó después de su muerte fue una cantata llamada La Serenísima Madre de las Flores, estrenada el 24 y 25 de octubre de 2018, en La Capilla del Museo de La Ciudad.
Su amiga Juana Guarderas, organizó un homenaje llamado Martha Ormaza: Una vida de teatro, del 9 de enero al 17 de febrero de 2019, en el Patio de Comedias donde inició su carrera como actriz, en el cual presentaron obras escritas y dirigidas por Ormaza, siendo la primera obra A la luz de los hechos, donde avctuó Julia Silva y Claudia Roggiero, presentada el 9 de enero, la obra Tres Historias del Mar, presentada del 10 al 13 de enero y La Serenísima Madre de las Flores, presentada del 17 de enero al 17 de febrero.

## Reconocimientos
Tuvo el reconocimiento del Galardón Benjamín Carrión de la Casa de la Cultura Ecuatoriana, por su trabajo en el teatro. Fue nominada al Premio Nacional Eugenio Espejo y en 2017 obtuvo el premio Francisco Tobar García, por su obra ¡Oh, Limbo!.